# أليساندرو جيراردي
أليساندرو جيراردي (بالإيطالية: Alessandro Gherardi)‏ (12 مارس 1988 في إيطاليا - ) هو لاعب كرة قدم إيطالي في مركز الوسط. لعب مع نادي بيلينزونا ونادي تريستينا ونادي كريمونيسي ونادي كياسو ونادي ليكو ونادي مسينا ويو أس بركوليتزه 1932 وإيه جي نوسرينا 1910 ‏ وكارسو كالتشيو ‏ وUC AlbinoLeffe ‏.

## روابط خارجية
- أليساندرو جيراردي على موقع قاعدة بيانات كرة القدم.إي يو (الإنجليزية)